# Liste der Bodendenkmäler in Oberostendorf
Auf dieser Seite sind die Bodendenkmäler in der schwäbischen Gemeinde Oberostendorf zusammengestellt. Diese Tabelle ist eine Teilliste der Liste der Bodendenkmäler in Bayern. Grundlage ist die Bayerische Denkmalliste, die auf Basis des Bayerischen Denkmalschutzgesetzes vom 1. Oktober 1973 erstmals erstellt wurde und seither durch das Bayerische Landesamt für Denkmalpflege geführt wird. Die folgenden Angaben ersetzen nicht die rechtsverbindliche Auskunft der Denkmalschutzbehörde.

## Bodendenkmäler der Gemeinde Oberostendorf

### Bodendenkmäler in der Gemarkung Asch
| Lage            | Objekt                                     | Akten-Nr.     | Bild |
| --------------- | ------------------------------------------ | ------------- | ---- |
| Asch (Standort) | Grabhügel mit Bestattungen der Bronzezeit. | D-1-8030-0002 |      |

### Bodendenkmäler in der Gemarkung Blonhofen
| Lage                 | Objekt | Akten-Nr.     | Bild |
| -------------------- | --- | ------------- | ---- |
| Blonhofen (Standort) | Siedlung der römischen Kaiserzeit. | D-7-8030-0035 |      |
| Blonhofen (Standort) | Siedlung der Bronzezeit, Urnenfelder- und Hallstattzeit sowie der römischen Kaiserzeit, Körpergräber des Endneolithikums sowie vor- und frühgeschichtlicher Zeitstellung sowie Einzelfund der Latènezeit. | D-7-8030-0037 |      |

### Bodendenkmäler in der Gemarkung Gutenberg
| Lage                 | Objekt | Akten-Nr.     | Bild |
| -------------------- | --- | ------------- | ---- |
| Gutenberg (Standort) | Mittelalterlicher Burgstall.                                                                                      | D-7-8030-0043 |      |
| Gutenberg (Standort) | Mittelalterliche und frühneuzeitliche Befunde im Bereich der Katholischen Pfarrkirche St. Margareta in Gutenberg. | D-7-8030-0111 |      |
| Gutenberg (Standort) | Siedlung und Handwerkerplatz des späten Mittelalters.                                                             | D-7-8030-0133 |      |

### Bodendenkmäler in der Gemarkung Lengenfeld
| Lage                  | Objekt | Akten-Nr.     | Bild |
| --------------------- | --- | ------------- | ---- |
| Lengenfeld (Standort) | Mittelalterlicher Burgstall.                                                                                      | D-7-8030-0025 |      |
| Lengenfeld (Standort) | Mittelalterliche und frühneuzeitliche Befunde im Bereich der Katholischen Pfarrkirche St. Nikolaus in Lengenfeld. | D-7-8030-0113 |      |

### Bodendenkmäler in der Gemarkung Oberostendorf
| Lage                     | Objekt | Akten-Nr.     | Bild |
| ------------------------ | --- | ------------- | ---- |
| Oberostendorf (Standort) | Siedlung vor- und frühgeschichtlicher Zeitstellung.                                                                       | D-7-8030-0064 |      |
| Oberostendorf (Standort) | Mittelalterliche und frühneuzeitliche Befunde im Bereich der Katholischen Pfarrkirche Mariä Himmelfahrt in Oberostendorf. | D-7-8030-0109 |      |
| Oberostendorf (Standort) | Siedlung des frühen Mittelalters.                                                                                         | D-7-8030-0138 |      |

### Bodendenkmäler in der Gemarkung Unterostendorf
| Lage                      | Objekt | Akten-Nr.     | Bild |
| ------------------------- | --- | ------------- | ---- |
| Unterostendorf (Standort) | Siedlung vor- und frühgeschichtlicher Zeitstellung, abgegangener mittelalterlicher Weiler Mittelostendorf sowie Einzelfunde des Neolithikums, der Latènezeit und der römischen Kaiserzeit. | D-7-8030-0041 |      |
| Unterostendorf (Standort) | Mittelalterliche und frühneuzeitliche Befunde im Bereich der Katholischen Filialkirche St. Stephan in Unterostendorf.                                                                      | D-7-8030-0115 |      |